# アンザック・ビスケット
アンザック・ビスケット（Anzac biscuit）は、押しオーツ麦、小麦粉、砂糖、バター（もしくはマーガリン）、ゴールデンシロップ、重曹、お湯、および乾燥ココナッツ（任意）を使用して作られる、オーストラリアとニュージーランドで人気のある甘味ビスケットである。アンザック・ビスケットは第一次世界大戦時に設立されたオーストラリア・ニュージーランド軍団（ANZAC）とは長い繋がりがある。
このビスケットは簡単には腐らない材料を使っていることから出征兵士の夫人や女性のグループが海外の兵士に向けて送ったとされている。実際、海軍によって輸送される間も新鮮な状態を保ち続けたという。
アンザック・ビスケットは、オーストラリアとニュージーランドで「アンザック・ウエハース」と呼ばれている堅パンと間違われることがある。
オーストラリアでは「Anzac」という用語を用いた商品の販売を禁止しているが、アンザック・ビスケットに関してはクッキーではなくビスケットとして販売すれば、「Anzac」を用いることは例外的に認められている。

## 起源
「アンザック」と「ビスケット」という言葉を合わせたレシピで知られている限りもっとも古いのは、1916年6月4日付けの『ザ・サンデー・タイムズ』パース版に掲載された「アンザック・ジンジャー・ビスケッツ（ANZAC GINGER BISCUITS）」というレシピである。しかしながら、このレシピは現代のアンザック・ビスケットにあるオート麦には触れていない。「アンザック・ビスケット」と名のついた最初のレシピは、1917年にオーストラリアのシドニーで出版された『戦費募金のための料理書（The War Chest Cookery Book）』に登場するが、このレシピも現代アンザック・ビスケットとして知られているビスケットとは異なる。同書にはまた、現代風のアンザック・ビスケットに似た二つのレシピが掲載されていた。「ロールド・オーツ・ビスケッツ」および単なる「ビスケッツ」という名前だった。「アンザック・ビスケット」という名前が付けられており、なおかつ現在その名で呼ばれるレシピと一致する最初の例は、「1919年後期か、それとも1920年前期」にアデレードで記録されている。アンザック・ビスケットのもう1つの初期のレシピは、1921年のオーストラリアの新聞『ザ・アーガス』に遡る。これら初期のレシピは現代における多くのアンザック・ビスケットにある乾燥ココナッツは含まれていなかった。乾燥ココナッツが含まれるアンザック・ビスケットの最初のレシピは、1924年のアデレードからであると記録されている。
1919年、ニュージーランドでは『セント・アンドリューの料理書（St.Andrew's Cookery Book）』第8版に掲載されているアンザック・クリスピーというレシピが現代風のアンザック・ビスケットの材料と類似していた。

## 現在の評価
今日において、アンザック・ビスケットは小売販売用として商業的に製造されている。ANZACとアンザック・デーとの歴史上の軍事的繋がりがあるために、これらのビスケットは未だに王立ニュージーランド退役軍人協会（RSA）とオーストラリア退役軍人会（RSL）のための資金集めのアイテムとして利用されている。1年中スーパーマーケットで売られている標準的なプラスチック容器入りのビスケットに加えて、アンザック・デーの直前には世界大戦の軍事的図柄が入った特製のコレクター向け缶入りビスケットが生産される。RSL公認のビスケットはライセンスを持つUnibicが生産している。
英国の主要なスーパーマーケットチェーンの一部でもアンザック・ビスケットのイギリス版が入手できる。それらの生産地はオーストラリアだが、王立英国在郷軍人会を援助している。

## 法的争点
ANZACという用語はオーストラリアの法律の下で保護されており、退役軍人問題担当大臣からの承認なしでオーストラリアにおいて利用することはできない。特に商業目的とする濫用は合法的に取り締まることができる。ニュージーランドの法律でも同じような命名の制約が記載されており、総督は命名の法律において取り締まることが可能である。アンザック・ビスケットについては基本のレシピに忠実であり、クッキーではなくアンザック・ビスケットに属するものとして販売するということであればアンザック・ビスケットとして一般免除が認められている。
Anzacという用語利用と同じように、アンザック・ビスケットは伝統的な価値観に忠実であり続けられるように、製品の商業的利用を規制するべく法律で保護されている。基本的にこれらの法律は、レシピ自体に歴史的な価値があることから、商品名だけでなく、レシピに対しても適用されている。レシピの材料をグルテンフリーやヴィーガン用に代替することは法的に許容されているものの、伝統的なアンザック・ビスケットのレシピから極端に逸脱するような大幅な改良は商業的に認められていない。ソーシャルメディアや料理本に記載するだけなら、レシピにバリエーションがあっても規制から除外される。
アンザック・ビスケットのレシピに対する前述の制約における結果として、レストランチェーンのサブウェイは2008年9月にメニューからビスケットを除外した。サブウェイは退役軍人省からオリジナルのレシピに従ってビスケットを焼くように命じられたのだが、供給元がコストパフォーマンス良くレシピを再現する方法を開発することができなかったため、ビスケットの提供中止を決めたのである。